# 演奏会用ソナタ (アルカン)
ピアノとチェロのための演奏会用ソナタ（ピアノとチェロのためのえんそうかいようソナタ、フランス語: Sonate de concert pour piano et violoncelle）ホ長調 作品47 は、シャルル＝ヴァランタン・アルカンが1856年にパリで作曲したチェロソナタ。

## 概要
この作品は1856年10月21日に完成された。これはショパンのチェロソナタ（1845年-1846年）とブラームスの第1番（1865年）の中間に位置している。1857年にパリのRichaultから出版され、ジャメ・オディエ（James Odier）に献呈された。1857年4月27日の初演ではオーギュスト・フランコムがチェロを、アルカン自身がピアノを受け持った。1875年のパリでアルカンがピアノを弾いて行われた演奏の演奏評には、「旋律の豊かさ」および聴衆の喝采が記録されている。以降、本作は20世紀の間は忘却されていたが、「小さなアルカン復興」が起こって再び脚光を浴びている。
本作は「ロマン派の楽曲の中でも難度と野心が最大の部類に入る（中略）荘厳さと軽薄さを同居させるという意味においてマーラーを予感させる」と認識されている。ブリジット・フランソワ＝サッペイは、各楽章の調性が長三度ずつ上昇していく4つの楽章は発展的調性の先駆けになっていると指摘する:45。

## 楽曲構成
4つの楽章によって構成される。各楽章の調性がホ長調 - 変イ長調 - ハ長調 - ホ短調と一巡して戻ってくるところが特色となっている。本作はアルカンがメトロノーム記号を付した唯一の室内楽曲であるが、指定された速度は演奏を行う上で問題となっている。

### 第1楽章
Allegro molto 4/4拍子 ホ長調
ソナタ形式。3つの主題要素があるとされる。歌うような調子で、チェロの奏でる主題が楽章の開始を告げる（譜例1）。
譜例1
嬰ロ短調で記譜されたパッセージを経て譜例2へ到達する。
譜例2
提示部の終わりには三連符を用いたモチーフが置かれ（譜例3）、これに両楽器が急速なスケールのパッセージが付け加わる。
譜例3
提示部を繰り返し、展開部へ移行する。展開部ではベートーヴェンの交響曲第3番（『英雄』）に影響を受けた可能性もある「歩幅の大きな新主題」が導入され、ブラームス作品の動きを予感させる。次いで登場する三連符の動きに引き続いて譜例3による展開へと進む。譜例2の展開へと移行し、さらに譜例1のフーガ様の処理へと続く。譜例1の再現はチェロとピアノのドルチッシモのユニゾンで開始し、展開部で提示された主題が後続する。その後、譜例2の再現が行われ、同じく譜例3も再現されるとブリランテのコーダによって華やかに締めくくられる。

### 第2楽章
Allegrettino 6/8拍子 変イ長調
流麗な舟歌の楽章となっている。簡素な低音に乗ったシチリアーノが奏でられる（譜例4）。
譜例4
次第に「少々ねじれた『間違った』音や、はっとさせるような特殊な和声が入り込む」ことにより、豊かな半音階によるアルカン特有の風刺、もしくは皮肉っぽい響きが生まれている。変ロ長調の遷移主題を挟んだのち、ミノーレではピアノの細かい伴奏の上にチェロが旋律を歌う（譜例5）。
譜例5
譜例4が回帰して少々展開され、再び譜例5が現れる。最後には第1楽章から譜例1が回想されて消えるように終わる。

### 第3楽章
Adagio 12/8拍子 ハ長調
A-B-A-B-C-A-Codaの形をとる。この楽章冒頭には題辞として旧約聖書のミカ書5章7節から「残れる者は、人によらず、主からくだる露のごとく、青草の上に降る夕立ちのようで」が引用されている。旧約聖書の翻訳に取り組んでいたアルカンは:231、おそらく自作のフランス語訳を掲載したものと思われる。節の一部のみを切り取ることで詩句のような装いとなっているものの、この引用はディアスポラであるアルカンの境遇を暗に示すかのようである。5小節の前奏に続いてチェロが低音で譜例6の旋律を奏でる。
譜例6
間もなくピアノの高音のトレモロが取って代わり、ヘ短調で新しい主題が提示される（譜例7）。音楽史家のデイヴィッド・コンウェイはこれが「[ユダヤ教の]安息日の礼拝で聞かれるハフターラーの歌声の抑揚を思い起こさせる」と述べる:237。
譜例7
譜例6が長三度上のホ長調、譜例7も同様に移調されてイ短調となって再度奏される。そのままトレモロを維持して新しい旋律による展開が繰り広げられ、調性はト長調、ニ長調、ホ長調、ロ長調と変化し続ける。やがてトレモロの上にチェロがハ長調で譜例6を奏で、最後は譜例6を用いて静まっていく。

### 第4楽章
Finale alla Saltarella: Prestissimo 4/4拍子 ホ短調
ロンドソナタ形式。「サルタレッラ風の終曲」と題された本楽章は、当時のフランスにおけるサルタレロやタランテラの流行を反映したものとなっている。限界に近い速度が要求されており、両奏者への技巧的要求は19世紀の楽曲の中でも群を抜いている。チェロにはオプションながら左手のピッツィカートが要求されている部分もある。リズムのみの2小節が先行し、次いで譜例8が入ってくる。
譜例8
長調に転じて出される主題では、ピアノとチェロが前半2小節と後半2小節の順序を入れ替えて重ねて演奏する（譜例9）。この後にはチェロによる伸びやかな旋律が続く。
譜例9
勢いを減じることなく進行し、前打音を加えるなどして主題の響きに変化を与えていく。やがて譜例9直後のチェロの主題、その後には譜例9も再現され、最大まで音量を増しながら全曲の終わりに向かって突き進んでいく。

## 編曲
第4楽章にはアルカン自身によるピアノ4手のための編曲（1865年）が残されている。またカシミール・ネイによるヴィオラとピアノのためのソナタへの編曲が1860年に出版されている。